# Vernon (Michigan)
Pour les articles homonymes, voir Vernon.
Vernon est une localité du Michigan située dans le comté de Shiawassee.
Elle a été incorporée en 1871.
La population était de 783 habitants en 2010.